# EXTRA
El EXTRA (EXTended Range Artillery) es un sistema de cohetes de artillería desarrollado y fabricado por Israel Military Industries IMI y utilizado por las Fuerzas de Defensa de Israel, Azerbaiyán y Vietnam desde 2013. Tiene un alcance máximo de 150 km con una ojiva unitaria de 120 kg y una precisión de 10 m CEP.
Los misiles EXTRA pueden ser lanzados por el lanzador LYNX (MRL) de IMI, así como por una variedad de otros lanzadores disponibles.
La versión lanzada desde el barco se llama TRIGON.
IMI desarrolló una versión lanzada desde el aire del misil, originalmente llamado MARS. La versión lanzada al aire ha sido rebautizada como Rampage, entrará en producción en serie en 2019.

## Operadores militares
En servicio
- Israel

En proyecto
- España SILAM